# اشوایلر، لوکزامبورگ
اشوایلر (به لوکزامبورگی: Eschweiler) یک شهرداری در شهر ویلتز کشور دوک‌نشین لوکزامبورگ است که ۱۹٫۸۸ کیلومترمربع مساحت دارد و جمعیت آن در سال ۲۰۱۱ میلادی ۸۳۲ نفر بوده‌است.

## بخش‌ها
این شهرداری ۴ بخش یا زیرمجموعه دارد که عبارتند از:
- ارپلدانژ (Erpeldange)
- اشوایلر (Eschweiler) مرکز
- کناپهوشاید (Knaphoscheid)
- زلشاید (Selscheid)

## تاریخچه جمعیت
تاریخچه رشد جمعیت این شهرداری در جدول زیر آمده‌است:	
| سال  | جمعیت |
| ---- | ----- |
| ۱۸۲۱ | ۶۰۰   |
| ۱۸۵۱ | ۹۰۷   |
| ۱۸۸۰ | ۷۸۱   |
| ۱۹۱۰ | ۶۸۹   |
| ۱۹۳۵ | ۶۱۰   |
| ۱۹۴۷ | ۵۵۱   |
| ۱۹۶۰ | ۴۶۱   |
| ۱۹۷۰ | ۴۰۰   |
| ۱۹۸۱ | ۳۶۷   |
| ۱۹۹۱ | ۴۰۱   |
| ۲۰۰۱ | ۶۰۹   |
| ۲۰۰۴ | ۶۹۱   |
| ۲۰۰۷ | ۸۰۰   |
| ۲۰۱۰ | ۸۵۱   |
| ۲۰۱۱ | ۸۳۲   |